# 下垂体腺腫
下垂体腺腫（かすいたいせんしゅ、Pituitary adenoma）は、脳下垂体（下垂体）にできる脳腫瘍の一種。下垂体腫瘍とも言われる。
下垂体腺腫は一般的に、腺腫・浸潤性腺腫・癌という3つのカテゴリに分類される。うち、ほとんどが良性腺腫であり、約35％が浸潤性腺腫、がんは0.2％〜0.1％である。
下垂体腺腫は、頭蓋内腫瘍のうち10％から25％であり、また一般集団における推定有病率は約17％である。
脳下垂体は豆粒大ほどの大きさで、頭蓋骨の底部・中心部にあるトルコ鞍という窪みの中に納まっている。ほとんどの下垂体腺腫は微小であるが、なかには腫瘍がトルコ鞍から頭蓋内へ脱出し、数センチもの大きさになることもある。トルコ鞍の上部には視神経の交差する「視交差」があり、これを腫瘍に圧迫された場合、目の視野の両端が欠損する場合がある（両耳側性半盲）。

## 概要

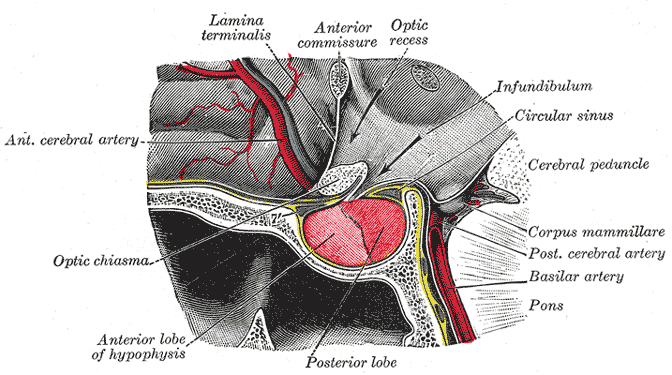
下垂体

脳下垂体は、よく人体の「中枢腺」と呼ばれる。視床下部～脳下垂体軸の一部は、（内分泌）循環系への種々のホルモンの分泌を介して身体の内分泌機能のほとんどを制御する。また、脳下垂体はトルコ鞍と呼ばれる蝶形骨の凹みの中にあり、脳の下部に位置する。脳下垂体は解剖学的および機能的には脳に接続されているものの、血液脳関門の外側に置かれている。これは鞍隔膜つまりクモ膜によってクモ膜下腔からも分離されるということで、脳脊髄液がトルコ鞍に入り込むことはない。
脳下垂体は、脳下垂体中葉（または中間部）によって2つの部分に分けることができる。1つは腺の体積の3分の2を占める前葉、もうひとつは体積の3分の1を占める後葉である。
脳下垂体前葉（腺下垂体）は、6つの異なるホルモンを生成、分泌する本来の分泌腺である。それぞれ、甲状腺刺激ホルモン（TSH）、副腎皮質刺激ホルモン（ACTH）、卵胞刺激ホルモン（FSH）、黄体形成ホルモン（LH）、成長ホルモン（GH）、およびプロラクチン（PRL）である。
脳下垂体後葉（神経葉または神経下垂体）は、本来の意味での分泌腺ではない。後葉は、脳下垂体茎を経由して接続されている視床下部から延びるニューロンの軸索を内部に含む。視床下部の視索上核および室傍核のニューロンによって生成されるバソプレシンとオキシトシンは、葉内の軸索終末（樹状突起）から放出され、後葉に格納される。

## 分類
下垂体腺腫は、解剖学、組織学的および機能的な基準に基づいて分類される。
- 解剖学的に下垂体腫瘍は、X線所見に基づいて、その大きさによって2つに分類される。 微小腺腫（＜10ミリメートル未満）または巨大腺腫（≧10ミリメートルと同等またはそれ以上）である。

放射線解剖学的知見に基づいた分類は、1〜4の等級（I-IV）に分けられる。
ステージI：トルコ鞍拡張のない微小腺腫（＜1センチメートル）。
ステージII：巨大腺腫（≧1センチメートル）と鞍の上に延びていてもよい。
ステージIII：床の拡大および浸潤を持つ巨大腺腫または鞍上の拡張。
ステージIV:トルコ鞍の破壊。
- 組織学的分類は、そのホルモン産生の点で腫瘍の免疫組織学的な特徴付けを利用する。[4] 歴史的に、これらはヘマトキシリン・エオシン染色を用いて染色し、これに応じて好塩基性、好酸性、または嫌色素のいずれかに分類される。腫瘍から分泌されるホルモンのタイプが何であるかに基づいて分類を支持しているこの分類は使われなくなってきている。腺腫の約20から25パーセント（非機能腫瘍）は、容易に識別可能な活動的ホルモンを分泌しないので、これらはまだ時々「嫌色素」と呼ばれている。

- 機能的分類としては、脳下垂体は内分泌器官であるため、腫瘍の発生源となった細胞の種類により各種ホルモンが過剰生産されてさまざまな障害を起こす。機能的分類は、腫瘍の内分泌活性に基づいている。この内分泌活性は、免疫組織化学的染色を経て血清ホルモンレベルおよび脳下垂体組織の細胞のホルモン分泌によって決定される。[6] 「ホルモン産生症例の割合」値は、下垂体腫瘍のすべての症例と比較して、各腫瘍のタイプそれぞれに関連する腫瘍の細胞が産生するホルモンの割合である。そしてそれは、直接原因の予想されるホルモン分泌の欠如が小さい方以上の発生率の各腫瘍タイプの割合に相関しない。[7] したがって非産生腺腫は、非機能性腺腫でなくても非産生形のまま何らかの機能性のある腫瘍であってかまわない。

| 腺腫のタイプ                             | 分泌                                                                            | 染色                                       | 病理                                                         | ホルモン産生症例の割合           |
| ---------------------------------------- | ------------------------------------------------------------------------------- | ------------------------------------------ | ------------------------------------------------------------ | -------------------------------- |
| プロラクチン産生腺腫（プロラクチノーマ） | プロラクチンを分泌する                                                          | 好酸性                                     | 乳汁漏出、性腺機能低下症、無月経、不妊症、およびインポテンツ | 30％                             |
| 成長ホルモン産生腺腫                     | 成長ホルモン（GH）を分泌する                                                    | 好酸性                                     | 成人では先端肥大症 小児では巨人症                            | 15％                             |
| 副腎皮質刺激ホルモン産生腺腫             | 副腎皮質刺激ホルモン（ACTH）を分泌する                                          | 好塩基性                                   | クッシング病                                                 |                                  |
| 性腺刺激ホルモン産生下垂体腺腫           | 黄体形成ホルモン（LH）、卵胞刺激ホルモン（FSH）およびそのサブユニットを分泌する | 好塩基性                                   | 通常、症状を引き起こさない                                   | 10％                             |
| 甲状腺刺激ホルモン産生腺腫（まれ）       | 甲状腺刺激ホルモン（TSH）を分泌する                                             | 嫌色素への好塩基                           | 通常は症状を引き起こさないが時折甲状腺機能亢進症を引き起こす | 1％未満                          |
| ホルモン非産生腺腫（非機能性腺腫）       | ホルモンを分泌しない                                                            | シナプトフィジンの陽性に移行する場合がある |                                                              | 下垂体腺腫の25％が非産生性である |

## 治療
- 脳神経外科と耳鼻咽喉科（経鼻的アプローチが多い）共同で外科的治療後、内分泌科併診にて治療を進める。